# Santa Maria da Vitória (microregio)
Santa Maria da Vitória is een van de 32 microregio's van de Braziliaanse deelstaat Bahia. Zij ligt in de mesoregio Extremo Oeste Baiano en grenst aan de deelstaten Goiás in het westen en Minas Gerais in het zuidwesten en zuiden, de mesoregio Vale São-Franciscano da Bahia in het oosten en de microregio's Cotegipe in het noordoosten en Barreiras in het noorden. De microregio heeft een oppervlakte van ca. 46.867 km². Midden 2004 werd het inwoneraantal geschat op 203.168.
Tien gemeenten behoren tot deze microregio:
- Canápolis
- Cocos
- Coribe
- Correntina
- Jaborandi
- Riachão das Neves
- Santa Maria da Vitória
- Santana
- São Félix do Coribe
- Serra Dourada

Mesoregio's: Centro-Norte Baiano · Centro-Sul Baiano · Extremo Oeste Baiano · Metropolitana de Salvador · Nordeste Baiano · Sul Baiano · Vale São-Franciscano da Bahia

Microregio's: Alagoinhas · Barra · Barreiras · Bom Jesus da Lapa · Boquira · Brumado · Catu · Cotegipe · Entre Rios · Euclides da Cunha · Feira de Santana · Guanambi · Ilhéus-Itabuna · Irecê · Itaberaba · Itapetinga · Jacobina · Jequié · Jeremoabo · Juazeiro · Livramento do Brumado · Paulo Afonso · Porto Seguro · Ribeira do Pombal · Salvador · Santa Maria da Vitória · Santo Antônio de Jesus · Seabra · Senhor do Bonfim · Serrinha · Valença · Vitória da Conquista